# 無被害人犯罪
無被害人犯罪是指在任何成年人自願或互相自主同意的基礎下，所進行的非法行為。由於相關行動是自願的，故可以說不存在真正的被害人。
無被害人犯罪的定義因地區及各地司法系統而異，但一般包括持有違禁品、娛樂性用藥、進行性交易、成年人之間合意進行某些禁忌的性行為（例如近親性交）、自殺、擅闯禁區、同性戀、走私、非法移民等行為。不過它的範圍仍有一定爭議性。埃德溫·舒爾和雨果·亞當在他們的合著《無被害人犯罪：爭議的兩面》中寫道：「其中一些規管無被害人犯罪的法律會製造次级犯罪，且它們都會製造新的『罪犯』。要不是觸犯相關法律的話，當中很多都是十分守法的公民及當權者」。
游说者或活動家可能會在質疑某法律條文的正當性時，使用此一用語。
根據约翰·斯图尔特·密尔的傷害原則，只要只牽涉自己，而沒有傷害他人，人就可以自由行動。傷害原則常被用於自由議題，部分自由主義者呼籲將刑法中沒有造成受害者的法規廢除，自由主義者認為刑法只應將侵害他人權利之行為可以稱之為犯罪，且國家應保障個人權利不受他人所侵害。

## 定義
芝加哥大學高級講師吉姆·萊策爾界定了用於分辨無被害人犯罪的兩項特徵——若相關行為推至極端，則能夠看出一種獨特分明的行為模式；它的負面後果只會在參與者身上顯現。
在理論上，每個政體皆會自行決定及實行自身想實行的法律，以讓它的公民實現最大的幸福。不過知識、行為、價值觀會隨著時間而改變，社會也因此而變化，令法律可能滯後於現實情況。一旦大多數人認為某條法律為沒有必要，而該法又未得廢除，那麼就有可能成為無被害人犯罪。

## 無被害人行為合法化
在一些國家，部分在以往被視為違法的行為，到了當今已被合法化/除罪化。

無被害人犯罪當中包含了性行為及藥物濫用、自殺、同性戀等類別。

#### 自殺
自殺也是一個無受害者犯罪的例子，雖無被害者但在過去的英國還是被認為自殺是一種罪，在過去的英國，自殺未遂會被起訴，自殺被認定是一種罪，隨著人們價值觀的改變，後來英國將自殺除罪化。
過去曾有許多國家將自殺視為罪行，例如古典時期的雅典，未經國家允許而自殺的人，不僅無法擁有常規的葬禮，屍體也沒有墓碑或任何標記。17 世紀時，法國路易十四所頒布的刑法條例指出，自殺者應該受到殘酷的刑罰。然而，人們對於自殺的態度一直在轉變，由於自殺是對自己的個人行為，且並不會侵害他人權益，所以自殺被歸類於無受害者犯罪，且懲處一個放棄自己生命的人，這樣的法律被視為沒有必要，漸漸的許多國家將自殺除罪化。也有德國學者Wagner Joachim認為「自殺」是一項人格自由的基本權利，也就是說個人對於再無意義之生命以及無法忍受之痛苦，個人得以選擇自殺來解脫，而這樣的選擇符合了人性尊嚴以及人格的自由。儘管國家並不鼓勵自殺，但許多國家已經不再將自殺或是自殺未遂視為犯罪。

#### 同性戀
- 俄國在十月革命之後，把同性戀除罪化[13]。布尔什维克在1922年的《布尔什维克法典》中，将两情相悦的「性越軌」（sodomy）除罪化，使其从非法性行为名单中刪去，这背後的原因可能是因为他们想简化对性犯罪的处理方式[14]。斯大林政權之後破坏了《布尔什维克法典》，並迫害一眾同性戀者，但相關迫害程度仍未可知[15]。
- 英國於1950年代發表了《沃尔芬登报告》，建議「成人私下的同性戀行為應予以合法化」。
- 在過去美國，同性之間的性行為違反性悖軌法，最高可以判死刑，後來於2003年時將此法條廢除。劳伦斯诉德克萨斯州案為美國同性性行為合法的重要案件，在此案宣布各州政府不得禁止成年人間自願進行的同性性行為，認為成年人之間自願進行的私下性行為應該是自由的一部分，將同性性行為在美國全國非刑事化。

#### 藥物、酒精
在澳洲使用娛樂性大麻仍屬違法行為（部分地區除外）。不過它在當地卻是「一種廣泛使用的毒品」，情況跟美國及新西兰相近。美國禁酒令於1933年正式廢止。它被視為一場失敗的「社會實驗」，因為民眾們根本不理會禁令，且轉喝自製的烈酒，以代替持牌酒類飲品，結果使問題惡化。當今美國則有大麻合法化與否的爭議。在美國及澳洲，主張合法化者有一定聲勢，因為這可帶來龐大的收入。

#### 性產業
- 無受害者行為的性產業

關於成人產業的無被害者的定義在於自願且雙方同意下所進行才屬於無被害者，「有受害人的犯罪」和「無受害人的犯罪」是法學研究法律和制定法律的重要一環，性交易被認為無受害者犯罪是因為在於買賣雙方同意之下所進行的利益交換，買方並不覺得受害，賣方也不覺得受害，為雙方互相同意之行為。除了性交易之外，其範圍也包含了色情片演員，即便演員是自願拍攝，但有部分國家認為色情片演員也是透過性來換取片酬，因此也被視為性交易的一環。由於性交易是成年人自願且雙方同意下進行，在雙方皆願意的情況下是沒有受害人的，相關的法律懲處就會引起爭議性，所以部分法律學者會呼籲將性交易合法化。
- 性交易

在很多地區，性交易為合法的，不過仍受到一定規管。荷蘭於1999年成為最早將性交易合法化的國家之一。但在2012年，當地開始考慮加強規管，將性工作者進行實名制的註冊，而未註冊的性工作者將視為犯罪。
在孟加拉國性交易被合法化，但性工作者必須登記並簽署一份宣誓書，聲明她們是自願選擇賣淫，才能從事性工作。並且孟加拉國極力禁止人口販運、強迫賣淫、兒童賣淫、性交易廣告。
紐西蘭的性交易合法化之後，性工作者獲得更多的人權，合法化後能讓企圖傷害性工作者的人受到司法懲處，讓性工作者免於受到毆打和傷害，並且性工作者不會受到逮捕和警察突襲，反而可以受到法律的保護，減少受到的虐待和剝削。紐西蘭的性交易合法化最早是由1987年，一群性工作者創立了新西蘭性工作者組織，此組織是至今仍然活躍的New Zealand Prostitutes' Collective，該組織的簡稱為NZPC。在2000年，NZPC的一部分受到新南威爾斯州成功的啟發，組織了一個女權主義者、警察以及宗教和社區領袖組成的聯盟，要求對性工作進行全面的合法化。
- 成人影片

色情片包含成人電影、三級片、AV影片、成人片演員、AV女優等相關的影視媒體，幾乎所有的國家兒童的色情影片是非法的，但成人間的色情影片則在一部分的國家是合法的，像是AV影片在日本地區是合法的。在上個世紀多半的色情影片都被視為犯罪，隨著年代變化，色情製品的規範面臨挑戰，越來越多的國家對色情製品限制放寬，成人色情演員間自願拍攝的色情電影，被視為個人創作自由，政府不該介入干預，限制個人創作的自由。讓電影製片公司能自由的出版成人商業作品。色情影片該禁止還是該當作合法的商業電影、商品出售，這是一直以來反覆探討的社會議題。

## 爭議
無被害人犯罪大多數都是不傷害他人同時也不傷害自身的行為。但有少數無受害者犯罪，雖並未傷害他人，也未侵害他人權益，僅傷害自己身體健康，但也被視為無受害者犯罪，例如:自殺、吸毒等，儘管毒品已經被證實確實對身體健康有害，但自身的身體健康如何管理被視為個人自由，所以有部分的人認為不該把此訂為犯罪，但大多數國家皆不鼓勵自殺和吸毒等傷害自身健康的行為。
反對無被害人犯罪合法化的人很多擔心一旦使之合法化，便會導致社會道德標準下降。但在很多時候，這種理據並不充分。美国一般以追溯效力來应对犯罪，但無被害人犯罪則多屬預防性的，因此具有很大爭議性。
很多無被害人犯罪是因某項違法貨品或服務的需求很高而起。而把之刑事化則會限制供給，令它遠低於需求，繼使相關產品或服務於黑市的價格抬高，並令繼續從事相關活動的賣家獲取暴利。此一「犯罪壁壘」反而會促使老练、有组织的犯罪集团成長。有组织的犯罪集团此後會把手伸向其他犯罪領域。高昂的利潤仍能成為一筆大的賄款，及供予組織發展其他非法事務的資本。

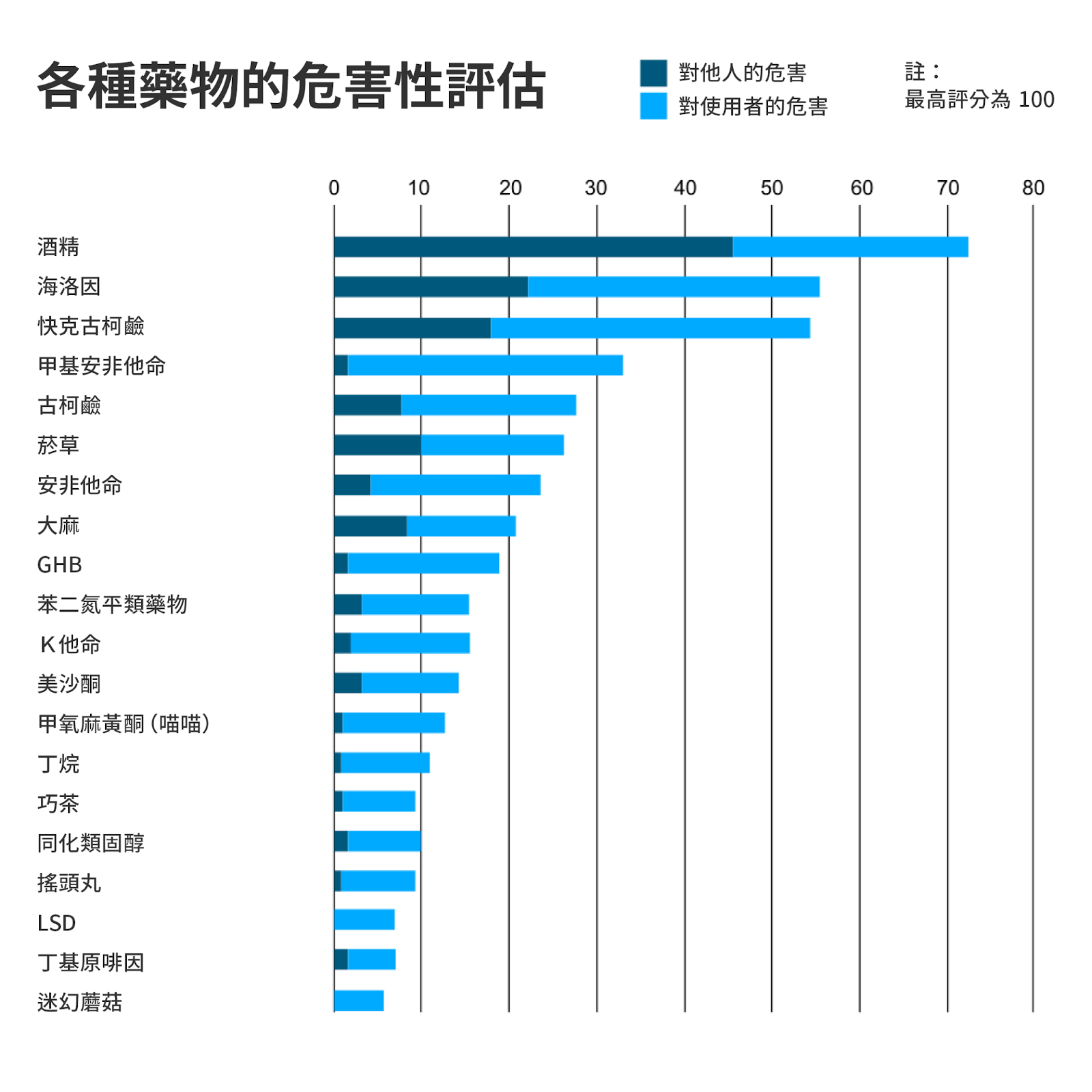
各種毒品和癮品的危害對比，其中酒精是最為危險的。圖中最高可能的傷害度定為100，並以此定所有藥物的相對傷害度；而深藍色的部份為某種藥物對他人的傷害，浅藍色的部份為該藥物對使用者自身造成的傷害。這圖表顯示了多數藥物都多少會對他人造成傷害，換句話說，不能簡單地認定濫用藥物不會對社會第三方造成傷害。

此外無被害人犯罪是否真的「無被害人」仍有一定爭議性。毒品交易可能對毒贩、使用者的家屬及其他参与者構成傷害，而這些危害不能全數歸咎於入罪化所衍生的各種問題，像例如屬於合法藥物的酒精會導致暴力犯罪及酒駕肇事，同樣屬於合法藥物的香菸的二手菸也會對他人生理健康造成傷害。持有兒童或成年人色情製品亦常被視為無被害人犯罪，但擁有這種觀點的人一般沒把製作過程中對兒童或成年人的傷害考慮在內。
批評無被害人犯罪的人常會引用毒品戰爭作例子。這背後的原因在於毒品本身不直接對其他人構成傷害。他們認為毒品刑事化會抬高毒品的價格。例如貝多和舒爾於1974年寫道：「英國海洛因的药店價格為每粒0.06分。到了美國街頭，則為每粒30-60元」。他們結論道，司法介入所導致的價格升高會提供一個誘因，使吸毒者犯下像偷竊、搶劫般的罪行，令他們為了得到毒品而選擇危害社會。
除了會創造毒品黑市以外，支持毒品合法化的人还认为，毒品戰爭會令被定罪者的再就業能力降低，从而减少了社會的劳动力。美國因毒品而被定罪的人有增加趨勢。美国司法统计局的數據顯示，1980-2009年間「因持有或使用毒品而被捕的白人比率增加了一倍，黑人則增加了三倍」；然而在美國，毒品戰爭也使得使用非法藥物的總人數下降了40%，根據一項受到美國衛生及公共服務部贊助的研究，在1979年，美國總共有兩千五百萬人使用非法藥物；而在1999年，則有一千四百八十萬人使用非法藥物。

## 延伸閲讀
- 自由主义
- 性自由(身體自由主義)
- 同性戀(自由戀愛)